# Đuravci
Đuravci este un sat din comuna Bar, Muntenegru. Conform datelor de la recensământul din 2003, localitatea are 11 locuitori (la recensământul din 1991 erau 36 de locuitori).

## Demografie
În satul Đuravci locuiesc 10 persoane adulte, iar vârsta medie a populației este de 42,9 de ani (38,1 la bărbați și 47,7 la femei). În localitate sunt 4 gospodării, iar numărul mediu de membri în gospodărie este de 2,75.
|  |

| Demografie | Demografie | Demografie |
| An         | Locuitori  | Locuitori  |
| ---------- | ---------- | ---------- |
|            |            |            |
|            |            |            |
|            |            |            |
|            |            |            |
| 1948       | 86         |            |
| 1953       | 81         |            |
| 1961       | 74         |            |
| 1971       | 64         |            |
| 1981       | 36         |            |
| 1991       | 36         | 22         |
| 2003       | 11         | 11         |

| \| Componența etnică conform recensământului din 2003[2] \| Componența etnică conform recensământului din 2003[2] \| Componența etnică conform recensământului din 2003[2] \| Componența etnică conform recensământului din 2003[2] \| Componența etnică conform recensământului din 2003[2] \| \| ----------------------------------------------------- \| ----------------------------------------------------- \| ----------------------------------------------------- \| ----------------------------------------------------- \| ----------------------------------------------------- \| \| \| \| \| \| \| \| Muntenegreni \| Muntenegreni \| \| 11 \| 100% \| \| necunoscută \| necunoscută \| \| 0 \| 0% \| |              |  |    |      |
| Componența etnică conform recensământului din 2003 |              |  |    |      |
| |              |  |    |      |
| Muntenegreni | Muntenegreni |  | 11 | 100% |
| necunoscută | necunoscută  |  | 0  | 0%   |